# تور دي أفينير 2015
تور دي أفينير 2015 (بالفرنسية: Tour de l'Avenir 2015)‏ هو سباق دراجات هوائية، وهو الموسم رقم 52 من السباق، وأقيم خلال الفترة 22 أغسطس 2015، وحتى 29 أغسطس 2015، وامتدّ لمسافة 966 كيلومتر، وهو أحد سباقات طواف أوروبا للدراجات 2015، وهو من نوع سباق المرحلة، وهو من نوع سباق الدراجات، وقد شارك في السباق 126 متسابقاً ووصل إلى نهايته 77 متسابقاً.
فاز فيه بالمركز الأول مارك سولير، وبالمركز الثاني جاك هايغ، وبالمركز الثالث ماتفي ماميكن، والفريق الفائز في ترتيب الفرق منتخب روسيا لسباق الدراجات على الطريق للرجال تحت 23 سنة 2015.

## الفرق
| فرق وطنية (20)- منتخب أستراليا لسباق الدراجات على الطريق للرجال تحت 23 سنة 2015 ‏ - منتخب النمسا لسباق الدراجات على الطريق للرجال تحت 23 سنة 2015 ‏ - منتخب بلجيكا لسباق الدراجات على الطريق للرجال تحت 23 سنة 2015 ‏ - منتخب كولومبيا لسباق الدراجات على الطريق للرجال تحت 23 سنة 2015‏ - منتخب الدنمارك لسباق الدراجات على الطريق للرجال تحت 23 سنة 2015 ‏ - منتخب إسبانيا لسباق الدراجات على الطريق للرجال تحت 23 سنة 2015 ‏ - منتخب إستونيا لسباق الدراجات على الطريق للرجال تحت 23 سنة 2015‏ - فريق فرنسا لركوب الدراجات للرجال تحت 23 سنة 2015 ‏ - منتخب المملكة المتحدة لسباق الدراجات على الطريق للرجال تحت 23 سنة 2015 ‏ - منتخب ألمانيا لسباق الدراجات على الطريق للرجال تحت 23 سنة 2015 ‏ - منتخب إيطاليا لسباق الدراجات على الطريق للرجال تحت 23 سنة 2015 ‏ - منتخب هولندا لسباق الدراجات على الطريق للرجال تحت 23 سنة 2015 ‏ - النرويج تحت 23 سنة - منتخب بولندا الوطني لسباق الدراجات على الطريق للرجال تحت 23 سنة 2015‏ - منتخب البرتغال لسباق الدراجات على الطريق للرجال تحت 23 سنة 2015 ‏ - منتخب روسيا لسباق الدراجات على الطريق للرجال تحت 23 سنة 2015 ‏ - منتخب سلوفينيا لسباق الدراجات على الطريق للرجال تحت 23 سنة 2015 ‏ - منتخب سويسرا لسباق الدراجات على الطريق للرجال تحت 23 سنة 2015 ‏ - منتخب أوكرانيا لسباق الدراجات على الطريق للرجال تحت 23 سنة 2015 ‏ - منتخب الولايات المتحدة لسباق الدراجات على الطريق للرجال تحت 23 سنة 2015 ‏ Unknown team category- Mixed men's U23 UCI‏ |  |
| |  |

## المراحل
| قائمة المراحل | قائمة المراحل | قائمة المراحل                       | قائمة المراحل      | قائمة المراحل | قائمة المراحل     | قائمة المراحل              |
| المرحلة       | التاريخ       | الدورة                              |                    | المسافة (كم)  | الفائز بالمرحلة   | القائد العام               |
| ------------- | ------------- | ----------------------------------- | ------------------ | ------------- | ----------------- | -------------------------- |
| المقدمة       | 22 أغسطس      | Tonnerre ‏ – Tonnerre ‏               | فردي ضد الساعة     | 3٫5           | سورين كراغ أندرسن | سورين كراغ أندرسن          |
| 4             | 26 أغسطس      | أنيماس – Cluses ‏                    | مرحلة جبلية متوسطة | 146٫7         | مادس فورتز شميدت  | خوسيه لويس رودريغيز أغيلار |
| 5             | 27 أغسطس      | Megève ‏ – La Rosière ‏               | مرحلة جبلية        | 103٫1         | ويليام مارتن      | غريغور مولبرغر             |
| 6             | 28 أغسطس      | بوغ سان موريس – سانت ميشيل دى مارين | مرحلة جبلية        | 128٫2         | ايلي جيسبرت       | مارك سولير                 |
| 3             | 25 أغسطس      | Champagnole ‏ – Tournus ‏             | مرحلة جبلية        | 137           | سورين كراغ أندرسن | توم بولي                   |
| 1             | 23 أغسطس      | شبلية – Toucy ‏                      | مرحلة جبلية        | 160٫5         | جوناس كوش         | سورين كراغ أندرسن          |
| 2             | 24 أغسطس      | أفالون (فرنسا) – Arbois ‏            | مرحلة جبلية        | 193٫5         | مادس بيدرسن       | توم بولي                   |
| 7             | 29 أغسطس      | سانت ميشيل دى مارين – Les Sybelles ‏ | مرحلة جبلية        | 93٫5          | ماتفي ماميكن      | مارك سولير                 |

## التصنيف العام النهائي
| التصنيف العام | التصنيف العام   | التصنيف العام | التصنيف العام       | التصنيف العام      |        |
| الدراج        | الدراج          | البلد         | الفريق              | الوقت              | السرعة |
| ------------- | --------------- | ------------- | ------------------- | ------------------ | ------ |
| 1.            | مارك سولير      | إسبانيا       | إسبانيا تحت 23      | 24 س 58 دقيقة 14 ث |        |
| 2.            | جاك هايغ        | أستراليا      | أستراليا تحت 23     | + 1 دقيقة 09 ث     |        |
| 3.            | ماتفي ماميكن    | روسيا         | روسيا تحت 23        | + 2 دقيقة 50 ث     |        |
| 4.            | سام أومن        | هولندا        | مملكة هولندا تحت 23 | + 3 دقيقة 18 ث     |        |
| 5.            | Simone Petilli ‏ | إيطاليا       | إيطاليا تحت 23      | + 3 دقيقة 23 ث     |        |
| 6.            | جوليو سيكوني    | إيطاليا       | إيطاليا تحت 23      | + 3 دقيقة 56 ث     |        |
| 7.            | Sindre Lunke ‏   | النرويج       | النرويج تحت 23      | + 5 دقيقة 12 ث     |        |
| 8.            | لورينز دي بلس   | بلجيكا        | بلجيكا تحت 23       | + 6 دقيقة 12 ث     |        |
| 9.            | سباستيان هيناو  | كولومبيا      | كولومبيا تحت 23     | + 6 دقيقة 56 ث     |        |
| 10.           | ويليام مارتن    | فرنسا         | فرنسا تحت 23        | + 7 دقيقة 25 ث     |        |

### تصنيف النقاط
| تصنيف النقاط | تصنيف النقاط      | تصنيف النقاط     | تصنيف النقاط            | تصنيف النقاط |        |
| الدراج       | الدراج            | البلد            | الفريق                  | النقاط       | السرعة |
| ------------ | ----------------- | ---------------- | ----------------------- | ------------ | ------ |
| 1.           | جوناس كوش         | ألمانيا          | ألمانيا تحت 23          | 57 نقطة      |        |
| 2.           | مادس فورتز شميدت  | الدنمارك         | الدنمارك تحت 23         | 44 نقطة      |        |
| 3.           | سيموني كونسوني    | إيطاليا          | إيطاليا تحت 23          | 33 نقطة      |        |
| 4.           | مارك سولير        | إسبانيا          | إسبانيا تحت 23          | 27 نقطة      |        |
| 5.           | غريغور مولبرغر    | النمسا           | النمسا تحت 23           | 25 نقطة      |        |
| 6.           | جوهانس ويبر       | ألمانيا          | ألمانيا تحت 23          | 25 نقطة      |        |
| 7.           | ويل بارتا         | الولايات المتحدة | الولايات المتحدة تحت 23 | 25 نقطة      |        |
| 8.           | Daniel Lehner ‏    | النمسا           | النمسا تحت 23           | 24 نقطة      |        |
| 9.           | Jan Dieteren ‏     | ألمانيا          | ألمانيا تحت 23          | 24 نقطة      |        |
| 10.          | Gašper Katrašnik ‏ | سلوفينيا         | سلوفينيا تحت 23         | 23 نقطة      |        |

### تصنيف الجبال
| تصنيف الجبال | تصنيف الجبال           | تصنيف الجبال | تصنيف الجبال    | تصنيف الجبال |        |
| الدراج       | الدراج                 | البلد        | الفريق          | الوقت        | السرعة |
| ------------ | ---------------------- | ------------ | --------------- | ------------ | ------ |
| 1.           | ماتفي ماميكن           | روسيا        | روسيا تحت 23    | 67 نقطة      |        |
| 2.           | ويليام مارتن           | فرنسا        | فرنسا تحت 23    | 65 نقطة      |        |
| 3.           | دانييل مارتينيز        | كولومبيا     | كولومبيا تحت 23 | 64 نقطة      |        |
| 4.           | مارك سولير             | إسبانيا      | إسبانيا تحت 23  | 62 نقطة      |        |
| 5.           | سباستيان هيناو         | كولومبيا     | كولومبيا تحت 23 | 61 نقطة      |        |
| 6.           | غريغور مولبرغر         | النمسا       | النمسا تحت 23   | 44 نقطة      |        |
| 7.           | Germán Enrique Chaves ‏ | كولومبيا     | كولومبيا تحت 23 | 38 نقطة      |        |
| 8.           | جوليو سيكوني           | إيطاليا      | إيطاليا تحت 23  | 33 نقطة      |        |
| 9.           | جاك هايغ               | أستراليا     | أستراليا تحت 23 | 31 نقطة      |        |
| 10.          | Simone Petilli ‏        | إيطاليا      | إيطاليا تحت 23  | 31 نقطة      |        |

## تصنيف الفرق

### الفرق حسب الوقت
| تصنيف الفرق حسب الوقت | تصنيف الفرق حسب الوقت                                             | تصنيف الفرق حسب الوقت | تصنيف الفرق حسب الوقت |        |
| الفريق                | الفريق                                                            | البلد                 | الوقت                 | السرعة |
| --------------------- | ----------------------------------------------------------------- | --------------------- | --------------------- | ------ |
| 1.                    | Équipe nationale de Russie espoirs                                | روسيا                 | 75 س 22 دقيقة 43 ث    |        |
| 2.                    | Équipe nationale d'Italie espoirs                                 | إيطاليا               | + 16 دقيقة 55 ث       |        |
| 3.                    | Équipe de Norvège espoirs de cyclisme sur route                   | النرويج               | + 20 دقيقة 44 ث       |        |
| 4.                    | منتخب كولومبيا الوطني لسباق الدراجات على الطريق للرجال تحت 23 سنة | كولومبيا              | + 27 دقيقة 01 ث       |        |
| 5.                    | Équipe nationale d'Allemagne espoirs                              | ألمانيا               | + 47 دقيقة 35 ث       |        |
| 6.                    | Équipe nationale des Pays-Bas espoirs                             | هولندا                | + 57 دقيقة 40 ث       |        |
| 7.                    | منتخب النمسا الوطني لسباق الدراجات على الطريق للرجال تحت 23 سنة   | النمسا                | + 58 دقيقة 26 ث       |        |
| 8.                    | منتخب إسبانيا الوطني لسباق الدراجات على الطريق للرجال تحت 23 سنة  | إسبانيا               | + 58 دقيقة 28 ث       |        |
| 9.                    | Équipe nationale du Portugal espoirs                              | البرتغال              | + 1 س 13 دقيقة 22 ث   |        |
| 10.                   | Équipe nationale de Belgique espoirs                              | بلجيكا                | + 1 س 16 دقيقة 07 ث   |        |

## وصلات خارجية
- الموقع الرسمي
- لمحة عن سباق تور دي أفينير 2015 على موقع  ProCyclingStats   (برو  سايكلنج  ستاتس) - إحصاءات  محترفي  الدراجات.
- تور دي أفينير 2015 على موقع إحصائيات الدراجات الإحترافية (الإنجليزية)